# Толеби
Толеби (груз. ტოლები) — село в Грузии, на территории Самтредского муниципалитета края (мхаре) Имеретия.

## География
Село находится в западной части Грузии, на левом берегу реки Хевисцкали, на расстоянии 19 километров к юго-западу от города Самтредиа, административного центра муниципалитета. Абсолютная высота — 58 метров над уровнем моря.

## Население
По результатам официальной переписи населения 2014 года, в Толеби проживало 152 человека (73 мужчин и 79 женщин). В национальной структуре населения грузины составляли 100 %.
| Год  | Население, человек |
| ---- | ------------------ |
| 2002 | 439                |
| 2014 | ↘ 152              |